# Гуадалест
Гуадале́ст (исп. Guadalest, кат. El Castell de Guadalest) — муниципалитет в Испании, входит в провинцию Аликанте в составе автономного сообщества Валенсия (автономное сообщество). Муниципалитет находится в составе района (комарки) Марина-Баха. Занимает площадь 15,97 км². Население — 246 человек (на 2010 год).
В XV—XVII вв. Гуадалестом владела младшая ветвь вельможного рода Кардона, происходившая от брака маркиза де Гуадалест с дочерью Диего Колона. О бывших владельцах посёлка напоминает сохранившийся до наших дней замок.
Это небольшой по численности населения посёлок (215 человек по состоянию на 2008 год), но очень известное в регионе местечко: многие туристы, посещающие побережье Коста-Бланка, стремятся посетить живописный замок и, помимо самого замка, запечатлеть себя для фотобиографии, позирующими на вид долины местной одноимённой реки Гуадалест.
Поселение расположено в долине и со смотровой площадки можно видеть самые высокие горные хребты провинции Аликанте. На севере — Сьерра Айхорта (1126 м), юге — Сьерра-де-Айтана (1558 м) и западе — Сьерра Сэррея (1361 м). Река Гуадалест протекает с запада на юго-восток, собирая воду в резервуар с одноимённым названием.
Климат — средиземноморский, с небольшими отличиями от побережья более суровой зимой и прохладным летом. Все окружающие долину склоны покрыты сосновым лесом, либо террасой расположенными плантациями цитрусовых, оливковых, рожковых, или миндальных деревьев и кустарников, которые, в свою очередь, придают особый цвет пейзажа, особенно в период цветения, весной.
Чтобы добраться до Гуадалеста, можно воспользоваться шоссе CV70, следуя по указателям от Бенидорма (Benidorm) в Кайосу де Энсарью (Callosa de Ensarriá) и далее — на Гуадалест/Алькой (Guadalest/Alcoi).

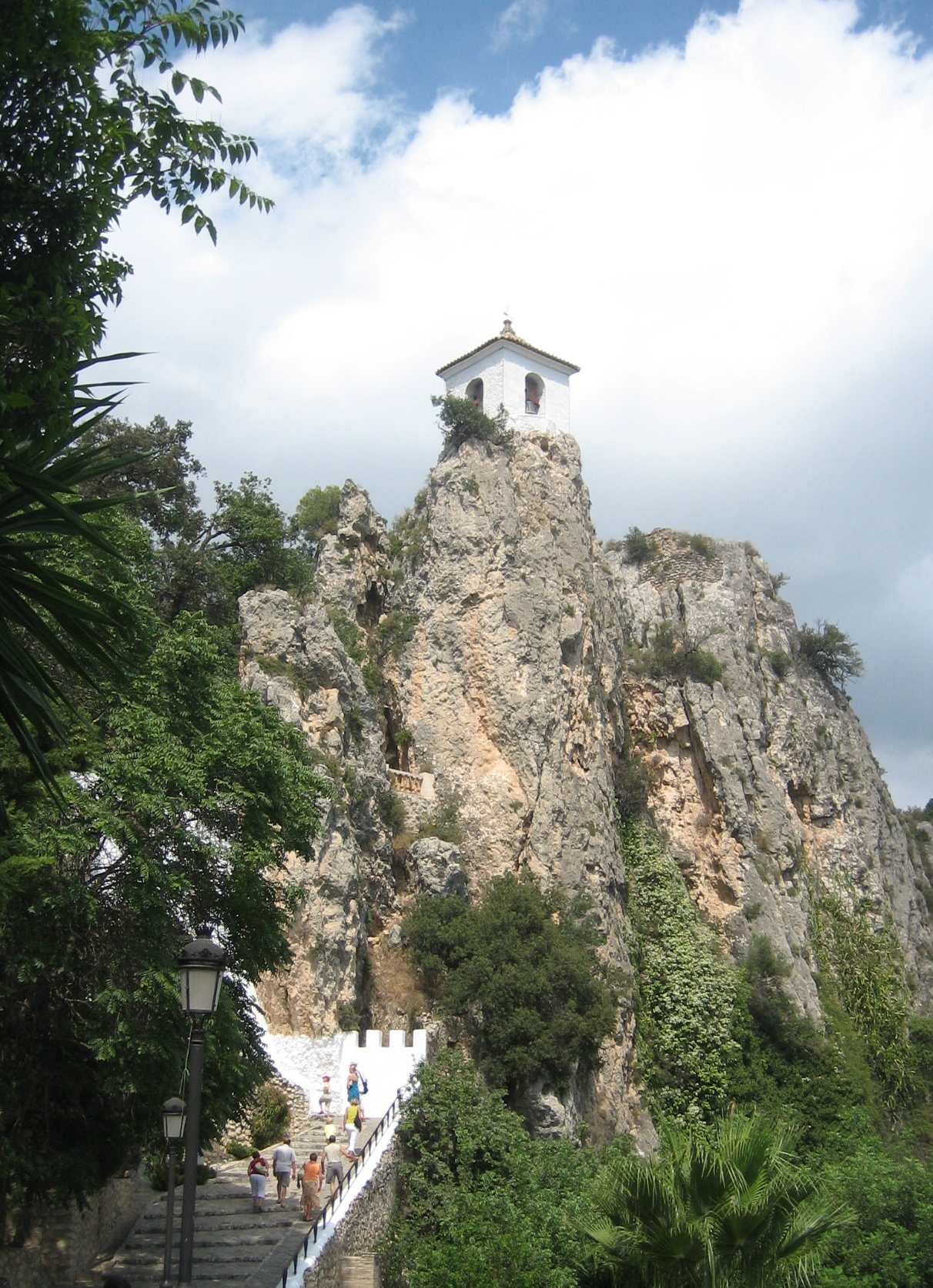
Башня
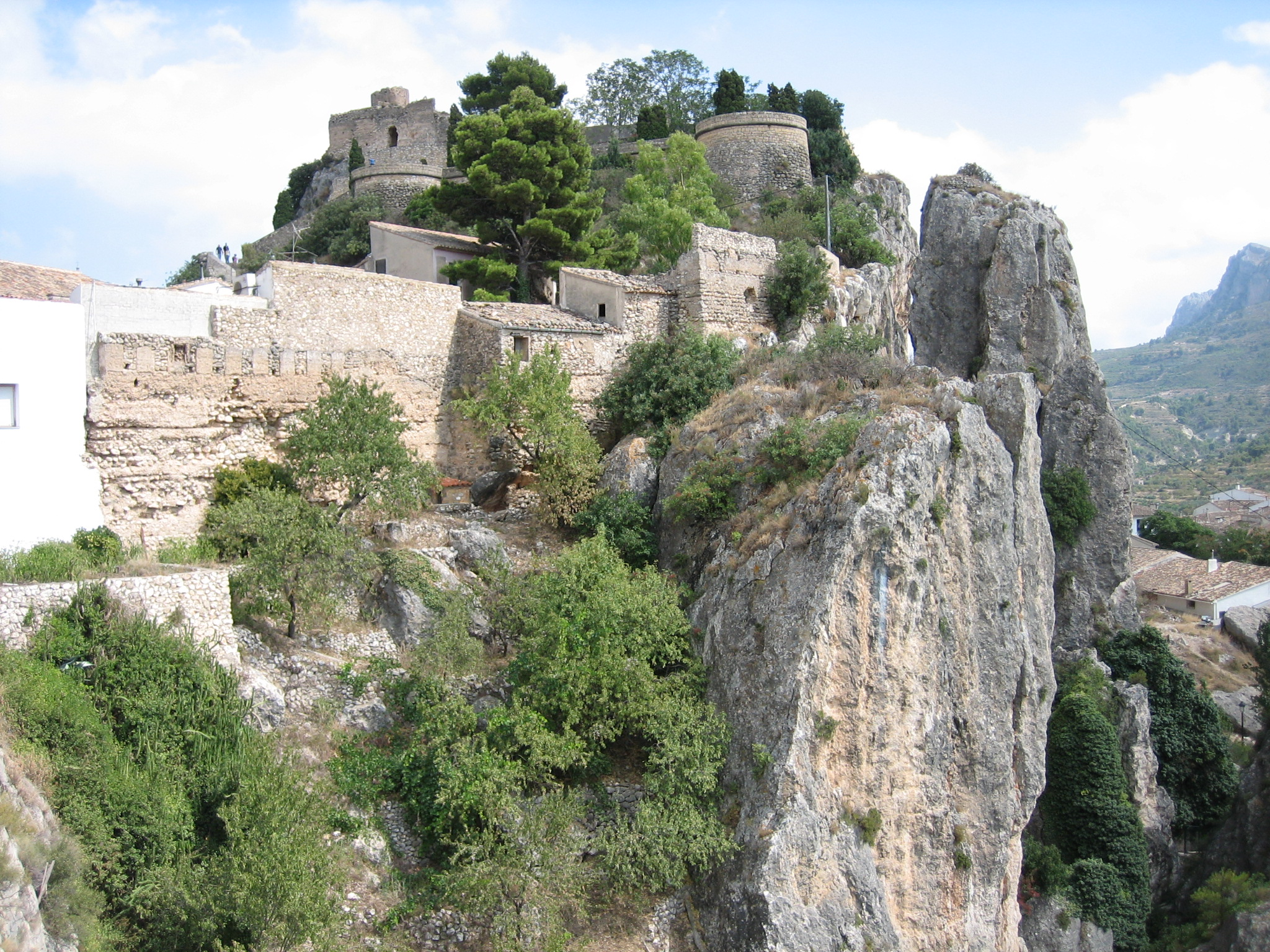
Замок

## Население
| Год  | Численность | Численность   |
| ---- | ----------- | ------------- |
| 2001 | 192         | [ 2 ]         |
| 2002 | 189         | [ 3 ]         |
| 2003 | 194         | [ 4 ]         |
| 2004 | 204         | [ 5 ]         |
| 2005 | 207         | [ 6 ]         |
| 2006 | 204         | [ 7 ]         |
| 2007 | 215         | [ 8 ]         |
| 2008 | 217         | [ 9 ]         |
| 2009 | 231         | [ 10 ]        |
| 2010 | 246         | [ 11 ]        |
| 2011 | 240         | [ 12 ]        |
| 2012 | 238         | [ 13 ]        |
| 2013 | 236         | [ 14 ]        |
| 2014 | 226         | [ 15 ]        |
| 2015 | 224         | [ 16 ]        |
| 2016 | 220         | [ 17 ]        |
| 2017 | 205         | [ 18 ]        |
| 2018 | 209         | [ 19 ] [ 20 ] |
| 2019 | 217         | [ 21 ]        |
| 2020 | 224         | [ 22 ]        |
| 2021 | 243         | [ 23 ]        |
| 2022 | 258         | [ 24 ]        |
| 2023 | 274         | [ 25 ]        |
| 2024 | 282         | [ 1 ]         |